# UFC Fight Night: Dern vs. Hill
UFC Fight Night: Dern vs. Hill（ユーエフシー・ファイトナイト：ダーン・バーサス・ヒル、別名UFC Fight Night 223、UFC on ESPN+ 81）は、アメリカ合衆国の総合格闘技団体「UFC」の大会の一つ。2023年5月20日、ネバダ州ラスベガスのUFC APEXで開催された。

## 大会概要
本大会はマッケンジー・ダーンとアンジェラ・ヒルの女子ストロー級戦が組まれた。

## 試合結果

### プレリミナリーカード
第1試合 ウェルター級 5分3R
○  テンバ・ゴリンボ vs.  佐藤天 ×
3R終了 判定3-0（30-27、30-27、30-27）
第2試合 女子フライ級 5分3R
○  ナタリア・シウバ vs.  ビクトリア・レオナルド ×
1R 2:58 TKO（右ストレート→左ハイキック）
第3試合 ライト級 5分3R
○  チェイス・フーパー vs.  ニック・フィオーレ ×
3R終了 判定3-0（30-26、30-27、30-27）
第4試合 ヘビー級 5分3R
○  ホドリゴ・ナシメント vs.  イリル・ラティフィ ×
3R終了 判定2-1（29-28、28-29、29-28）
第5試合 172.5ポンド契約 5分3R
○  ギルバート・ウルビナ vs.  オリオン・コシ ×
2R 2:55 TKO（膝蹴り連打）
※コシの体重超過によりウェルター級から変更。
第6試合 117.5ポンド契約 5分3R
○  カロリーナ・コバケビッチ vs.  バネッサ・デモポロス ×
3R終了 判定3-0（30-27、30-27、30-27）
※デモポロスの体重超過により女子ストロー級から変更。
第7試合 ライト級 5分3R
○  ヴィチェスラフ・ボルシェフ vs.  マハシャテ ×
2R 2:37 TKO（右ストレート→パウンド）

### メインカード
第8試合 ライト級 5分3R
○  ディエゴ・フェレイラ vs.  マイケル・ジョンソン ×
2R 1:50 KO（右フック）
第9試合 ウェルター級 5分3R
○  ホアキン・バックリー vs.  アンドレ・フィアリョ ×
2R 4:15 TKO（右ハイキック）
第10試合 120ポンド契約 5分3R
○  ルーピー・ゴディネス vs.  エミリー・デュコテ ×
3R終了 判定3-0（30-27、29-28、29-28）
第11試合 ミドル級 5分3R
○  アンソニー・ヘルナンデス vs.  エドメン・シャバージアン ×
3R 1:01 TKO（グラウンドの肘打ち）
第12試合 女子ストロー級 5分5R
○  マッケンジー・ダーン vs.  アンジェラ・ヒル ×
5R終了 判定3-0（49-43、49-44、49-44）

### 各賞
ファイト・オブ・ザ・ナイト：マッケンジー・ダーン vs. アンジェラ・ヒル
パフォーマンス・オブ・ザ・ナイト：ディエゴ・フェレイラ、ヴィチェスラフ・ボルシェフ
各選手にはボーナスとして5万ドルが授与された。

### カード変更
負傷などによるカードの変更は以下の通り。